# 스타니스와프 비스피안스키

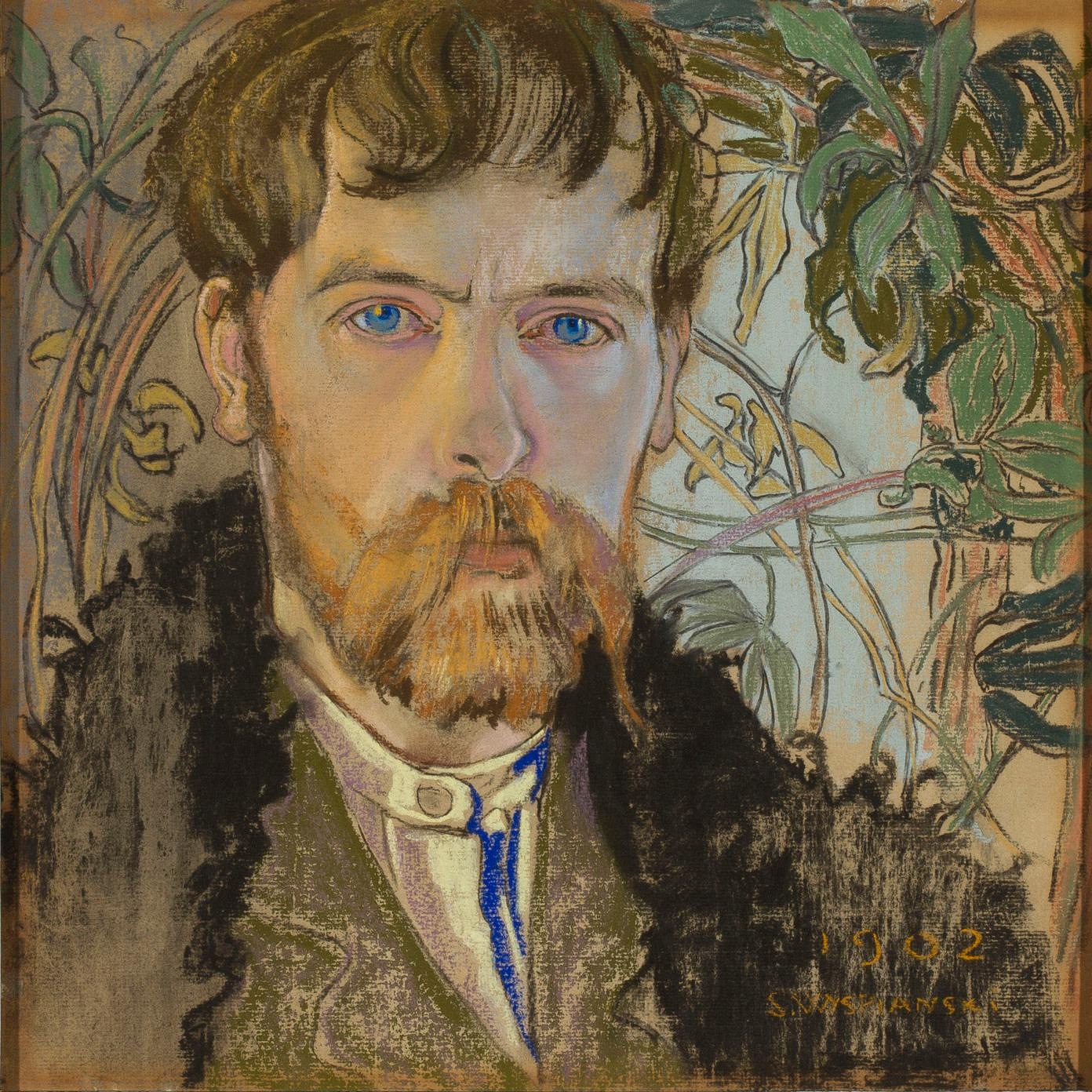
스타니스와프 비스피안스키의 자화상 (1902년)

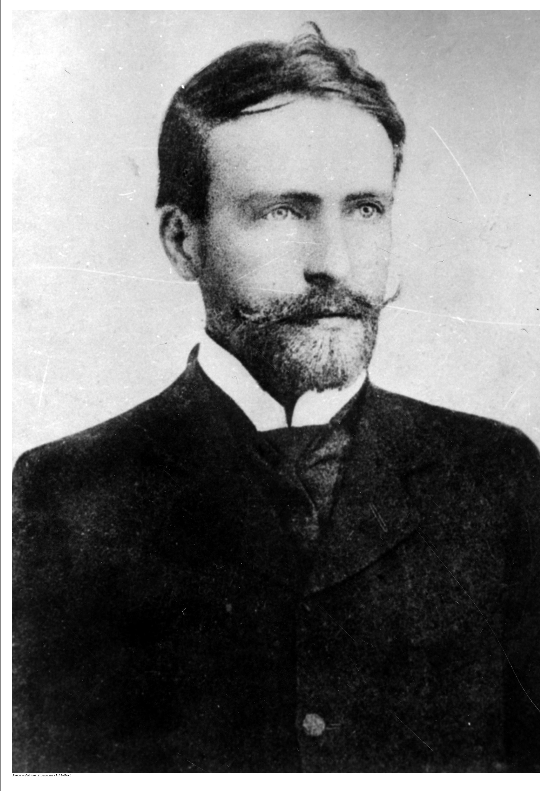
스타니스와프 비스피안스키

스타니스와프 비스피안스키(폴란드어: Stanisław Mateusz Ignacy Wyspiański, 1869년 1월 15일 ~ 1907년 11월 28일)는 폴란드의 시인 겸 극작가·연출가·정치가이다.

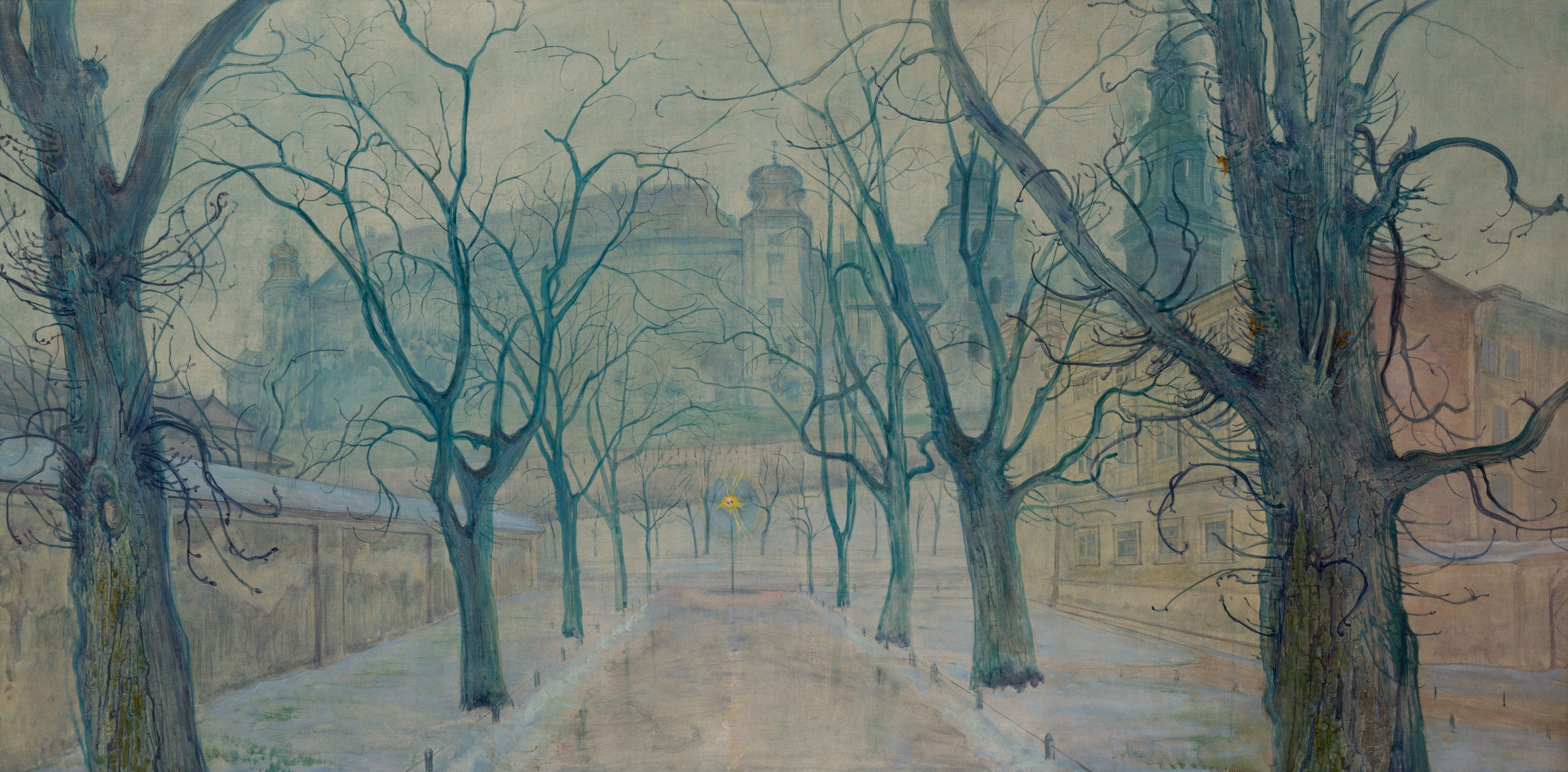
새벽의 플랜티 공원, 1894

크라쿠프 대학교에서 수학하고 프랑스 파리에서 3년 간 미술을 연구한 뒤 교수직에 있으면서 극작과 연출에 몰두했다. 그의 희곡은 4개의 부류로 나뉘는데 첫 번째 그룹은 그리스 고전을 주제로 한 것이며 두 번째 그룹은 폴란드의 전설과 역사를 다룬 비극 《전설 Ⅰ, Ⅱ》, 세 번째는 당시 폴란드의 농촌 생활을 다룬 비극 《저주》(1899년), 《재판관》(1907년) 등이다. 끝으로 그의 대표작들로서는 1830년 11월 폴란드 폭동을 다룬 낭만주의 걸작들로서 《결혼》(1901년), 《아크로폴리스》(1903년), 《11월 밤》(1904년) 등이 있다.
작품의 특징은 신화와 환상과 상징적 언어의 최대의 활용이라 하겠는데, 《결혼》과 《11월 밤》에서 운문(韻文)을 즐기는 낭만적 기질, 전통적인 삼일치(三一致)의 무시, 빠른 장면 전환, 현실과 초자연적인 것의 혼합, 신화적 인물과 민속적 인물의 등장을 보여주고 있다. 그는 한편 아담 미츠키에비치의 계승자로서 그의 방대한 《선조들의 날》을 무대에 올리기 위해 무대상의 많은 개혁을 이룩해 놓았다. 또한 당시 유행하던 '잘 만들어진 극'에 반발하고 희곡, 미술, 음악이 종합된 '전체연극'(全體演劇)을 예기시켜 주었다. 그의 영향을 받은 후계자 가운데 대표적인 사람은 레온 실러였다.